# جوزيف هوبكنسون
جوزيف هوبكنسون (بالإنجليزية: Joseph Hopkinson) (و. 1770 – 1842 م)هو سياسي، ومحامي، وقاضي من الولايات المتحدة الأمريكية . تولى منصب عضو الجمعية العامة ولاية نيو جيرسي .

## التعليم
تعلم في جامعة بنسلفانيا.

## روابط خارجية
- جوزيف هوبكنسون على موقع ميوزك برينز (الإنجليزية)
- جوزيف هوبكنسون على موقع ديسكوغز (الإنجليزية)